# Епишата
Епишата — деревня в Берёзовском районе Пермского края. Входит в состав Кляповского сельского поселения.

## Географическое положение
Деревня расположена на правом берегу реки Барда (правый приток реки Сылва), к востоку от райцентра, села Берёзовка.

## Население
| 2010 |
| ---- |
| 33   |

## Топографические карты
- Лист карты O-40-92 Кордон. Масштаб: 1 : 100 000. Состояние местности на 1980 год. Издание 1986 г.